# Mezzanine (Album)
Mezzanine ist das dritte Studioalbum der Trip-Hop-Band Massive Attack. Es erschien im April 1998 und gilt als eine der bedeutendsten Veröffentlichungen im Genre des „Bristol Sound“.

## Über das Album
Verglichen mit seinen Vorgängern ist Mezzanine weitaus düsterer ausgefallen, was unter anderem an der Hinzunahme stark verzerrter E-Gitarren in einigen Songs liegt. Der Musikexpress beschreibt Mezzanine als „eine Platte von verstörender Intensität“. Diese neue, sich vom Hip-Hop entfernende Richtung soll der Grund dafür gewesen sein, dass Andrew „Mushroom“ Vowles die Band kurz nach der Veröffentlichung des Albums verließ.
Auf dem Cover wie im Booklet sind Collagen zu sehen, die unter anderem den Sandlaufkäfer Manticora latipennis sowie andere Käfer zeigen.
Für die meisten Songs wurden wieder Gastvokalisten verwendet, etwa Cocteau-Twins-Sängerin Elizabeth Fraser und Reggae-Musiker Horace Andy, der bisher auf jedem Album von Massive Attack zu hören war.

## Urheberrechtsverletzung
Anfang 1999 wurden Massive Attack von Manfred Mann wegen Urheberrechtsverletzung verklagt: Samples in Black Milk entstammten vom Titel Tribute aus dem Debütalbum von Manfred Mann’s Earth Band und wurden ohne Manns Einverständnis verwendet. Insgesamt 120 von 128 Takten glichen einander, die kompletten Schlagzeug- und Hihatstrukturen sowie die Basslinie waren identisch. Man einigte sich schließlich außergerichtlich und vereinbarte Stillschweigen über die genaue Höhe der Entschädigung; vermutet wurde eine Summe im Bereich von 100.000 Britischen Pfund.

## Verwendung in den Medien
Einige der Songs, vorwiegend Angel und Teardrop, aber auch Dissolved Girl und Inertia Creeps, werden häufig von audiovisuellen Medien genutzt, z. B. in Fernsehreportagen mit bedrückendem, die Stimmung des Albums widerspiegelndem, Inhalt. Auch in Filmen, darunter Matrix, Pi, Snatch – Schweine und Diamanten, Der Flug des Phoenix und Taking Lives, sowie unter anderem in den Serien Dr. House, Prison Break und CSI: Miami wurden diese Songs verwendet. Angel bzw. Teardrop wurden des Weiteren für einen Werbespot von Adidas und den Trailer des Videospiels Assassin’s Creed verwendet. Instrumentale Versionen von Dissolved Girl wurden für den Videospieltrailer zu Uncharted: Drakes Schicksal und in der Serie Westworld genutzt.

## Titelliste
1. Angel (Robert Del Naja, Grantley Marshall, Andrew Vowles, Horace Andy) – 6:18
Vocals von Horace Andy
2. Risingson (Del Naja, Marshall, Vowles, Lou Reed, Pete Seeger) – 4:58
Vocals von 3D (Del Naja) und Daddy G (Marshall)
3. Teardrop (Del Naja, Marshall, Vowles, Elizabeth Fraser) – 5:29
Vocals von Elizabeth Fraser
4. Inertia Creeps (Del Naja, Marshall, Vowles) – 5:56
Vocals von 3D
5. Exchange (Bob Hilliard, Mort Garson) – 4:11
Instrumental
6. Dissolved Girl (Del Naja, Marshall, Vowles, Sarah Jay Hawley, Matt Schwartz) – 6:07
Vocals von Sara Jay
7. Man Next Door (John Holt) – 5:55
Vocals von Horace Andy
8. Black Milk (Del Naja, Marshall, Vowles, Fraser, Manfred Mann) – 6:20
Vocals von Elizabeth Fraser
9. Mezzanine (Del Naja, Marshall, Vowles) – 5:54
Vocals von 3D und Daddy G
10. Group Four (Del Naja, Marshall, Vowles, Fraser) – 8:13
Vocals von 3D und Elizabeth Fraser
11. (Exchange) (Bob Hilliard, Mort Garson) – 4:08
Vocals von Horace Andy

## Rezeption
Mezzanine bekam seit seiner Veröffentlichung fast ausschließlich positive Kritiken. Mittlerweile hat es den Status eines Klassikers im Trip-Hop-Genre inne. Die Musikzeitschrift Rolling Stone wählte es 2003 auf Platz 412 und 2020 auf Platz 383 der 500 besten Alben aller Zeiten, obwohl die Zeitschrift dem Album zum Zeitpunkt seiner Veröffentlichung nur dreieinhalb von fünf Sternen gab. Der New Musical Express führt Mezzanine auf Platz 215 der 500 besten Alben aller Zeiten. In der Auswahl der 100 besten Alben der 1990er Jahre von Pitchfork belegt es Platz 95. Das Magazin Spin wählte das Album auf Platz 161 der 300 besten Alben aus dem Zeitraum 1985 bis 2014.
In der Aufstellung der 100 besten britischen Alben von Q erreichte Mezzanine Platz 15.
AllMusic beschrieb Massive Attacks Rückkehr 1998 mit Mezzanine als „immediately announcing not only that the group was back, but that they'd recorded a set of songs just as singular and revelatory as on their debut, almost a decade back.“ und vergab die Höchstwertung.

## Kommerzieller Erfolg

### Chartplatzierungen
Auch kommerziell war das Album relativ erfolgreich: In Deutschland bekam Massive Attack im Jahr 1999 eine Goldene Schallplatte verliehen, in England und Australien erreichte es Platz 1 der Charts, in den USA konnte es sich als erstes Album von Massive Attack in den Billboard Charts platzieren. Zudem erreichte es in Großbritannien Doppelplatin-Status für mehr als 600.000 verkaufte Exemplare.
| ChartsChartplatzierungen       | Höchstplatzierung | Wochen |
| ------------------------------ | ----------------- | ------ |
| Deutschland (GfK)              | 6 (42 Wo.)        | 42     |
| Österreich (Ö3)                | 3 (16 Wo.)        | 16     |
| Schweiz (IFPI)                 | 6 (24 Wo.)        | 24     |
| Vereinigte Staaten (Billboard) | 60 (7 Wo.)        | 7      |
| Vereinigtes Königreich (OCC)   | 1 (54 Wo.)        | 54     |

| ChartsJahrescharts (1998)    | Platzierung |
| ---------------------------- | ----------- |
| Deutschland (GfK)            | 34          |
| Österreich (Ö3)              | 27          |
| Vereinigtes Königreich (OCC) | 40          |

### Auszeichnungen für Musikverkäufe
| Land/Region                  | Auszeichnungen für Musikverkäufe (Land/Region, Auszeichnung, Verkäufe) | Verkäufe  |
| ---------------------------- | ---------------------------------------------------------------------- | --------- |
| Australien (ARIA)            | Platin                                                                 | 70.000    |
| Belgien (BRMA)               | Gold                                                                   | (25.000)  |
| Dänemark (IFPI)              | 2× Platin                                                              | (40.000)  |
| Deutschland (BVMI)           | Gold                                                                   | (250.000) |
| Europa (IFPI)                | 2× Platin                                                              | 2.000.000 |
| Frankreich (SNEP)            | 2× Gold                                                                | (200.000) |
| Italien (FIMI)               | Gold                                                                   | (25.000)  |
| Kanada (MC)                  | Gold                                                                   | 50.000    |
| Neuseeland (RMNZ)            | 2× Platin                                                              | 30.000    |
| Niederlande (NVPI)           | Gold                                                                   | (40.000)  |
| Norwegen (IFPI)              | Gold                                                                   | (25.000)  |
| Österreich (IFPI)            | Gold                                                                   | (25.000)  |
| Schweiz (IFPI)               | Platin                                                                 | (50.000)  |
| Spanien (Promusicae)         | Gold                                                                   | (50.000)  |
| Vereinigtes Königreich (BPI) | 2× Platin                                                              | (600.000) |
| Insgesamt                    | 10× Gold · 10× Platin ·                                                | 2.150.000 |